# André Øvredal

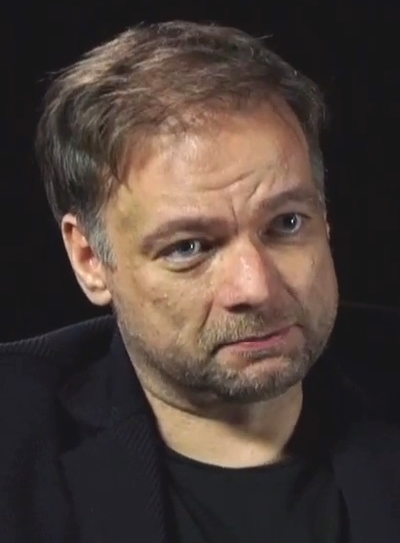
André Øvredal (Oktober 2019)

André Øvredal (* 6. Mai 1973 in Norwegen) ist ein mehrfach preisgekrönter norwegischer Filmregisseur, Drehbuchautor und Filmproduzent, der durch Kinofilme wie Trollhunter, The Autopsy of Jane Doe oder Scary Stories to Tell in the Dark international bekannt wurde.

## Leben und Karriere
Der 1973 in Norwegen geborene André Øvredal realisierte mit dem Mystery-Drama Future Murder im Jahr 2000 seine erste eigene Filmproduktion. Neben Regie und Drehbuch hatte er den Film auch mitproduziert. 2010 inszenierte er dann den Horrorfilm Trollhunter in der Besetzung Otto Jespersen, Glenn Erland Tosterud und Johanna Mørck. 2016 folgte der Mystery-Thriller The Autopsy of Jane Doe mit Brian Cox, Emile Hirsch und Ophelia Lovibond in den Hauptrollen. 2019 drehte er mit Scary Stories to Tell in the Dark eine weitere Produktion im Horrorgenre. Die Hauptrollen des Films besetzte er überwiegend mit talentierten Nachwuchsschauspielern wie Zoe Colletti, Michael Garza, Gabriel Rush und Austin Abrams. Der von Guillermo del Toro produzierte Film spielte bei einem geschätzten Budget von 25 Millionen an den weltweiten Kinokassen über 100 Millionen US-Dollar wieder ein. Eine Fortsetzung des Films befindet sich bereits in Planung.

## Filmografie (Auswahl)

### Als Filmregisseur
- 2000: Future Murder
- 2009: Customer Support (Kurzfilm)
- 2010: Trollhunter (Trolljegeren)
- 2016: Tunnelen (Kurzfilm)
- 2016: The Autopsy of Jane Doe
- 2019: Scary Stories to Tell in the Dark
- 2020: Mortal – Mut ist unsterblich (Mortal)
- 2023: Die letzte Fahrt der Demeter (The Last Voyage of the Demeter)

### Als Drehbuchautor
- 2000: Future Murder
- 2009: Customer Support (Kurzfilm)
- 2010: Trollhunter
- 2014: Enormous (Fernsehserie)
- 2016: Tunnelen (Kurzfilm)
- 2020: Mortal – Mut ist unsterblich (Mortal)

### Als Filmproduzent
- 2000: Future Murder
- 2001: 3AM Eternal (Kurzfilm)
- 2015: Polaroid (Kurzfilm)
- 2020: Mortal – Mut ist unsterblich (Mortal)